# Tuliševica
Tuliševica – wieś w Chorwacji, w żupanii primorsko-gorskiej, w gminie Lovran. W 2011 roku liczyła 202 mieszkańców.